# NGC 5839
NGC 5839 је лентикуларна галаксија у сазвежђу Девица која се налази на NGC листи објеката дубоког неба.
Деклинација објекта је + 1° 38' 4" а ректасцензија 15h 5m 27,4s. Привидна величина (магнитуда) објекта NGC 5839 износи 12,7 а фотографска магнитуда 13,7. Налази се на удаљености од 22,6000 милиона парсека од Сунца. NGC 5839 је још познат и под ознакама UGC 9693, MCG 0-38-23, CGCG 20-58, PGC 53865.